# Nuestra Señora de las Sierras
Nuestra Señora de las Sierras es un santuario y advocación mariana, por la cual la Virgen María se ha comunicado con una interlocucionista a manera de “revelación privada”, en la “Montaña de la Misericordia” sede del santuario privado, ubicado 14 millas al sur del poblado Sierra Vista, por la carretera estatal 92 que va a Bisbee, y 4 millas al este de Miracle Valley en el sureste del estado de Arizona en Estados Unidos, y al pie de las montañas de Coronado National Memorial, muy cerca de la Frontera entre Estados Unidos y México y Naco Sonora.

## Historia
Patricia y su esposo Gerald Chouinard de origen católico y padres francés-alemán, compraron 8 acres de tierra en 1988 para construir su propia casa de retiro, para lo cual contrató a un arquitecto para su futura residencia en la colina. En 1990 viajaron a conocer, la Virgen de Medjugorje en Bosnia Herzegovina, asombrándose por la cantidad de peregrinos que acudían al lugar. Al regreso y durante la construcción de su casa, Pat comenzó a sentir y ver fenómenos sobrenaturales, y su proyecto de casa fue modificándose, incorporando primero una cruz, luego una gran estatua de María, una capilla y una casa de oración, invirtiendo así, varios millones de dólares durante dos décadas, creando y construyendo un santuario privado abierto al público, para Nuestra Señora de las Sierras, mismo que abrió sus puertas en 1997.
El 1 de junio de 1997, mientras se construía el santuario, Pat recibió un primer mensaje, de la Virgen María, mismo que sería seguido por una serie de ellos, hasta el 1 de junio del 2004. Pat la interlocutora, recibió un mensaje de la Virgen María, donde le decía que miles de peregrinos arribarían al lugar y, la profecía se está cumpliendo. A raíz de ello escribió un libro denominado: “Nuestra Señora de las Sierras: Un llamado de Urgencia” (Call of Urgency). Ahí se cuenta lo escuchado experimentado y visto por Pat.

## El santuario
En el lugar se ha realizado un santuario que consta de varios elementos ente ellos: una capilla, con un mural de Jesús resucitado de pie con los brazos abiertos a los visitantes. Una cruz celta de 75 pies de altura (22.8 m.); una estatua de Nuestra Señora de las Sierras de 30 pies de altura (9.14 m) que está coronada en su cabeza por una corona de doce estrellas y sobre un pedestal a la derecha de la gran cruz, apuntando con su mano derecha hacia la cruz celta.
También se cuenta con una casa de espiritualidad para ejercicios y retiros espirituales “La Purísima”, para gente de la región tanto de Estados Unidos como para los vecinos mexicanos. Dentro de la sala de oración, se encuentra un mural de Jesús sentado, como si estuviera hablando con los presentes. A su izquierda está una estatua de tamaño natural de María extendiendo sus brazos hacia los recién llegados. Una pequeña gruta se encuentra en el lugar.
El conjunto cuenta con 14 estaciones que permite a los visitantes realizar un camino espiritual hasta la cumbre. Hay 3 estatuas de ángeles. Una estatua es de un Ángel del Apocalipsis de 10 pies de alto. Un segundo ángel colocado por encima de la tierra consagrada en la estación 12. El Ángel de la Consolación es un tercer ángel que se encuentra sosteniendo a dos bebés.
Unos 3,500 peregrinos mensuales de los cuales el 90% son mexicanos, arriban al lugar principalmente sonorenses, aunque algunos grupos son de Ciudad de México, y otras partes, en busca de un favor o un milagro de sanación física o espiritual. Otros van a dar gracias a Dios por el favor concedido; unos más simplemente van a elevar sus oraciones a Dios y otros por curiosidad, o para conocer el lugar por Turismo Religioso.

## La autoridad eclesiástica
Pat, ha contado con varios guías espirituales, entre ellos, el padre Daniel Millán Lanz con sede en Sonora, quien estuvo al pendiente de los mensajes recibidos por Pat. La Iglesia Católica no ha realizado investigación formal profunda sobre los milagros que se dice la gente que ahí suceden, tras visitar la Montaña de la Misericordia. La Iglesia ve con buenos ojos el gran número de feligreses.
El Obispo Emérito de Hermosillo Carlos Quintero Arce, declaró que muchos de los sonorenses que han acudido al lugar van por amor a la Virgen María y en busca de favores en materia de salud principalmente. El lugar pertenece la  Diócesis de Tucson y ha permitido oficiar misas y compartir la Eucaristía. Obispos y sacerdotes han celebrado misa en el lugar. 

## Milagros
Un milagro de curación de cáncer de próstata, fue experimentado y difundido por el matemático y ex-rector y fundador de una Universidad en Sonora, ex-secretario de Educación y Cultura del Gobierno del estado de Sonora, y reconocido sonorense, Horacio Soria Salazar, ya que fue a rezar el rosario junto con Pat. Luego se preguntó “¿Hay alguien aquí cuyo nombre es Horacio?, Ella dice que la virgen dijo que no debe preocuparse.”
Un nieto de Soria, fue curado de epilepsia infantil. Karina Luviano Miranda de 8 años de edad hija de una familia propietaria de una fábrica de plásticos en Aguascalientes, quien padecía hemorragias frecuentes, después de operación de anginas, fue curada. A raíz de esto la fama de este santuario es creciente. Diversos fieles de la vecina ciudad de Agua Prieta Sonora, han sido curados de artritis severa.

## Los mensajes de la Virgen
El llamado de Urgencia, hace referencia y solicitud de la terminación del aborto. Pide que oren por la Iglesia Católica y sus sacerdotes. “¡Mi Hijo viene pronto!, Mi Hijo que todo lo perdona”.  
- “Mis queridos hijos, preparen sus corazones para los grandes cambios que se acercan”.
- “Les urjo que lean mis mensajes y disciernan sobre lo que les ha sido revelado”.
- “Su tiempo para decidir se escapa velozmente como el reloj de arena de la vida con sus retos interminables.”

Todos los viernes a las 7:30 pm se reza un rosario público.